# Kaufhaus Nathan Israel
Das Kaufhaus Nathan Israel (auch Kaufhaus N. Israel) war das älteste und für geraume Zeit größte Kaufhaus Berlins. Es bestand von 1815 bis zur Zerstörung im Zweiten Weltkrieg 1943 und lag an der südwestlichen Ecke Königstraße (seit 1951 Rathausstraße) und Spandauer Straße in Berlin-Mitte.

## Geschichte

### 19. Jahrhundert
Die Entstehung des Kaufhauses geht zurück auf die Geschäftsgründung des jüdischen Mobilienhändlers und Trödlers Nathan Israel (1782–1852) im Haus Jüdenstraße 18 in der Berliner Innenstadt am 10. März 1815. Die Israels gehörten zu den ältesten Berliner Familien, die zu Beginn der Regierungszeit Friedrichs des Großen 1741 als Schutzjuden nach Berlin gekommen waren.
Im Jahr 1818 verlegte Nathan Israel sein Geschäft in das Haus Molkenmarkt 2. Er expandierte 1843; dazu hatte er das Gebäude Spandauer Straße 28 im Nikolaiviertel gegenüber dem Roten Rathaus erworben und bald auch die angrenzenden Grundstücke.
Mit Nathan Israels Tod 1852 übernahmen seine Söhne Moritz (1830–1895) und Jacob (1823–1894) die Geschäftsleitung. Moritz Israel ließ sich später auszahlen und erwarb 1888 das Rittergut Schulzendorf am Stadtrand von Berlin. 1894 trat Berthold Israel (1868–1935) die Nachfolge seines Vaters Jacob an.

### Erstes Drittel des 20. Jahrhunderts
Berthold Israel ließ nach Plänen des Architekten Ludwig Engel von 1899 bis 1902 an der Spandauer Straße ein mehrgeschossiges Kaufhaus errichten. Nach Erweiterungsbauten in den 1920er Jahren umfasste das elegante Kaufhaus schließlich einen Großteil des Karrees zwischen Spandauer Straße, Königstraße, Poststraße und Propststraße; es bot Waren auf fünf bis sechs Etagen an.
Das Kaufhaus N. Israel beschäftigte im 20. Jahrhundert bereits tausend Angestellte und stand mit seinen Produkten zum Beispiel dem Londoner Kaufhaus Harrods in nichts nach.
Im Jahre 1925 gründete das Unternehmen die erste private Handelsschule in Deutschland, deren Abschlüsse auch von öffentlichen Handelsschulen anerkannt wurden. Bekannt war das Unternehmen für sein Firmenethos, seine moderne und Beispiel gebende Synthese von wirtschaftlichem Erfolg und sozialer Verantwortung. Die Firma und ihre Inhaber setzten sich auf außergewöhnliche Weise für ihre Beschäftigten ein, für die es eine eigene Bibliothek und Clubräume gab, Angebote zur Weiterbildung durch Vorträge und Sprachkurse sowie ein Bootshaus im Berliner Umland. Mitarbeiter konnten ihre Kinder in einer Kinderstube im Kaufhaus durch staatlich geprüfte Kindergärtnerinnen des Berliner Fröbelvereins betreuen lassen. Zudem profitierten sie von einer großzügigen Pensionsregelung.

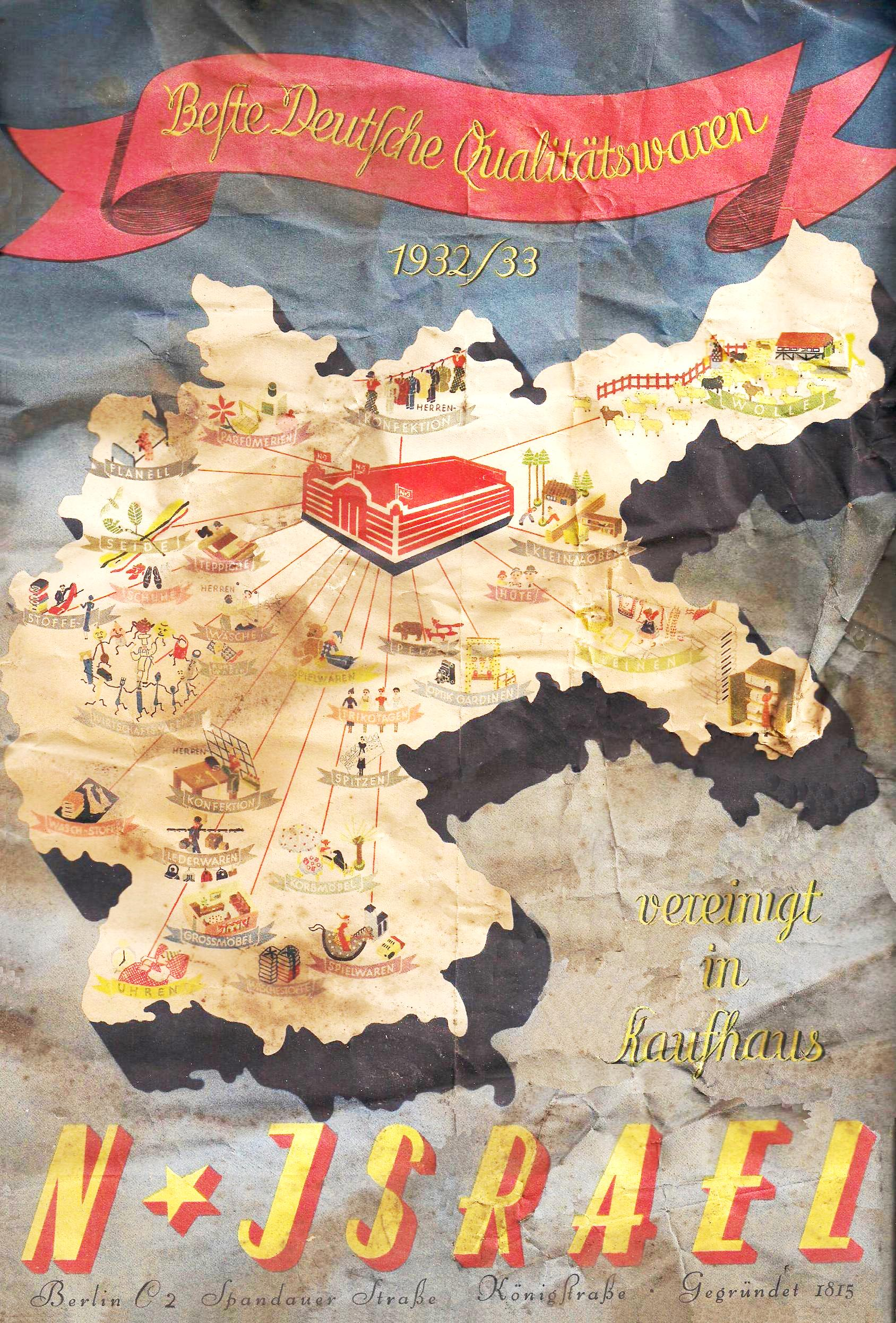
Kaufhaus ISRAEL, Versandkatalog von 1932, Titelseite
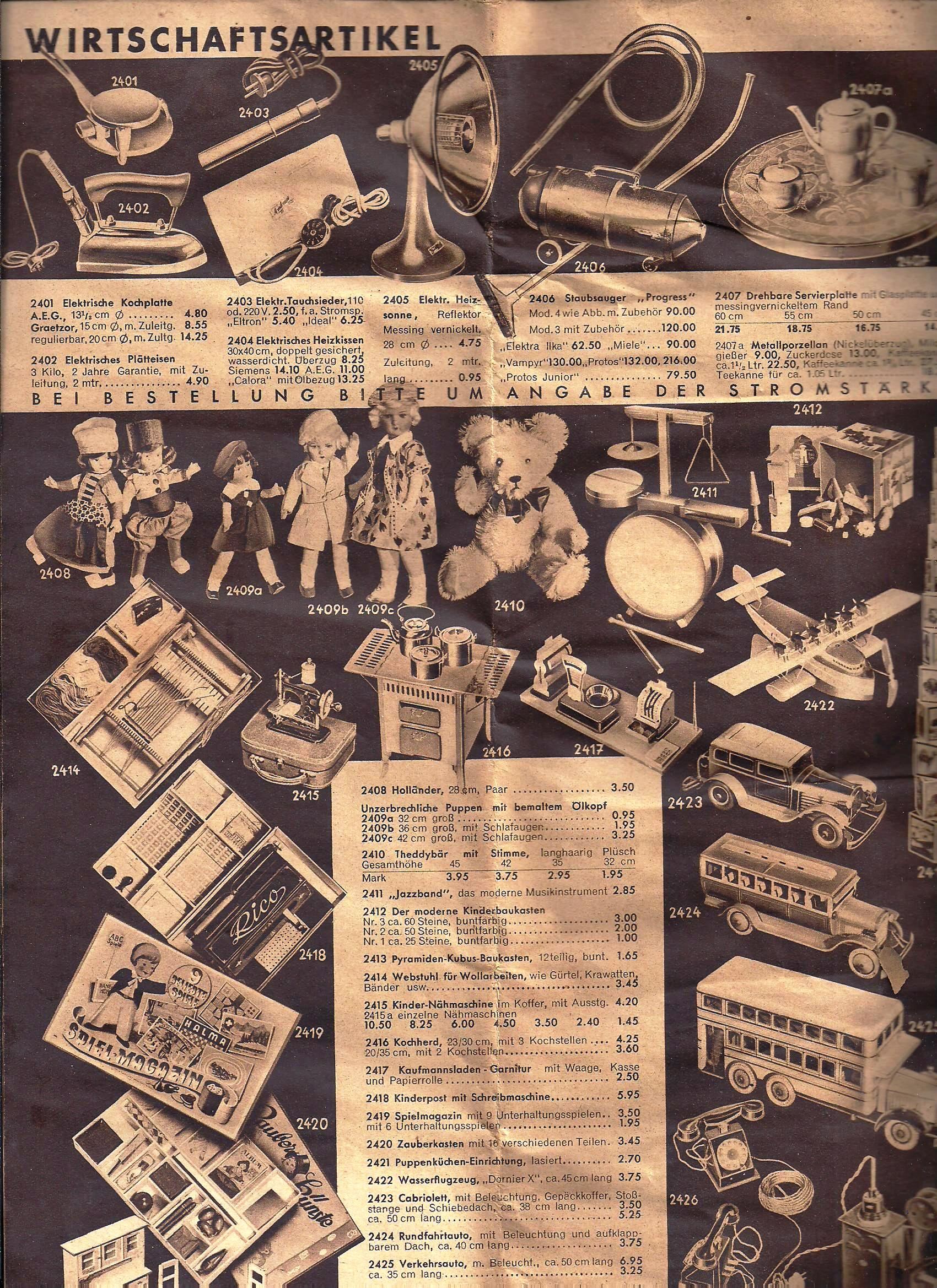
Kaufhaus ISRAEL, Versandkatalog von 1932, S. 24
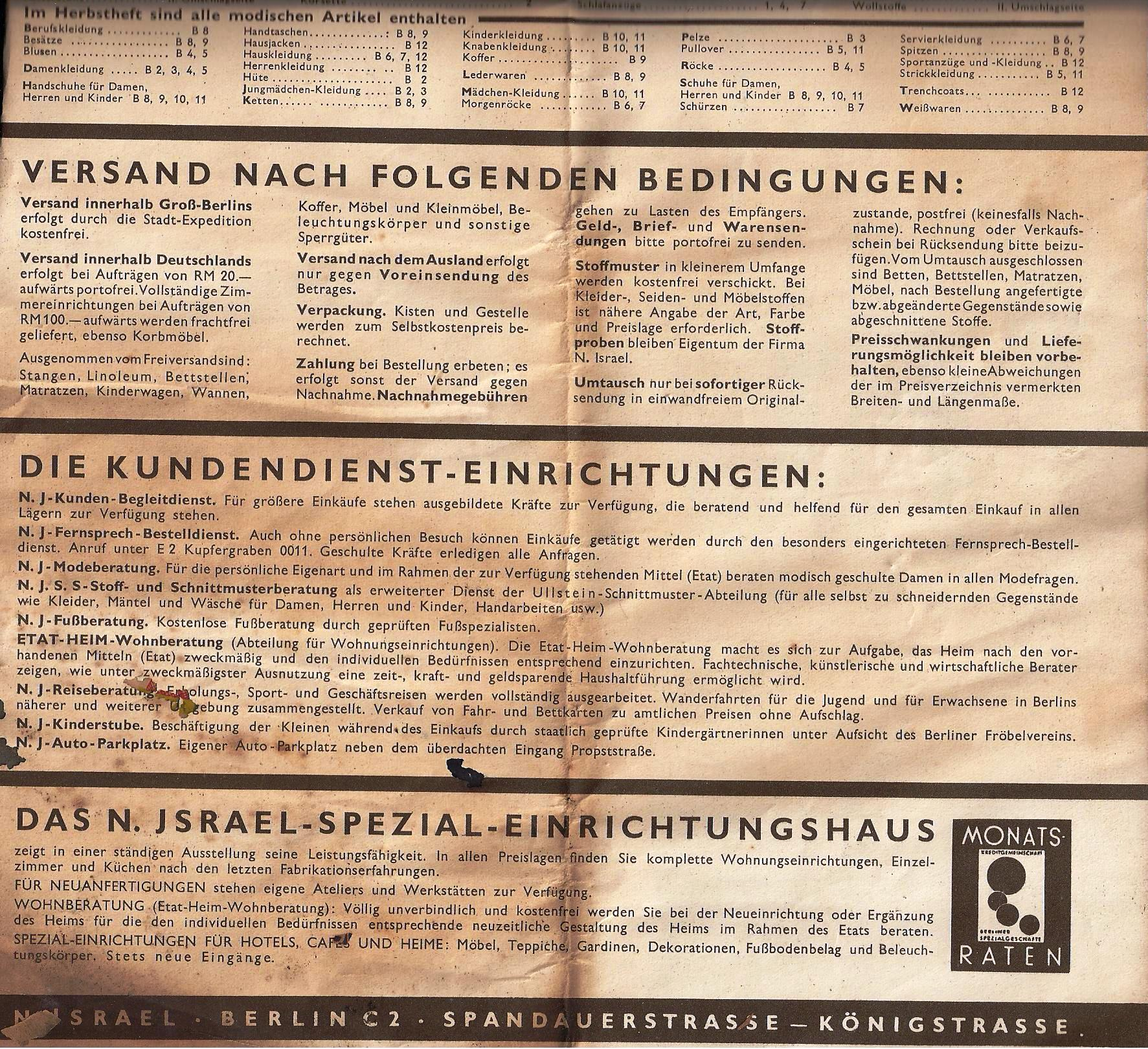
Kaufhaus ISRAEL, Versandbedingungen

Im Jahr 1928 verbuchte N. Israel einen Jahresumsatz von 34,5 Millionen Reichsmark und beschäftigte knapp 2.000 Angestellte. Neuheiten US-amerikanischer Konsumtempel wie Lichtschächte, Fahrstühle, plakative Werbung, Verkaufsshows und Sonderverkäufe wurden zügig adaptiert. Im Jahre 1932 wurden die Waren auch im Versandhandel in einem mehrseitigen Versandhauskatalog angeboten; die Lieferung innerhalb Berlins war versandkostenfrei. Ebenso war die Lieferung per Nachnahme möglich, und es gab ein Umtauschrecht. Zum Kundendienst des Kaufhauses gehörten ein Kundenbegleitdienst durch ausgebildete Kräfte, ein Fernsprech-Bestelldienst, eine Mode- und Wohnberatung und eine Stoff- und Schnittmusterberatung. Die Wohnberatung erfolgte durch „fachtechnische, künstlerische und wirtschaftliche Mitarbeiter“. Reiseberater stellten Erholungs-, Sport-, Geschäfts- und Wanderreisen zusammen.

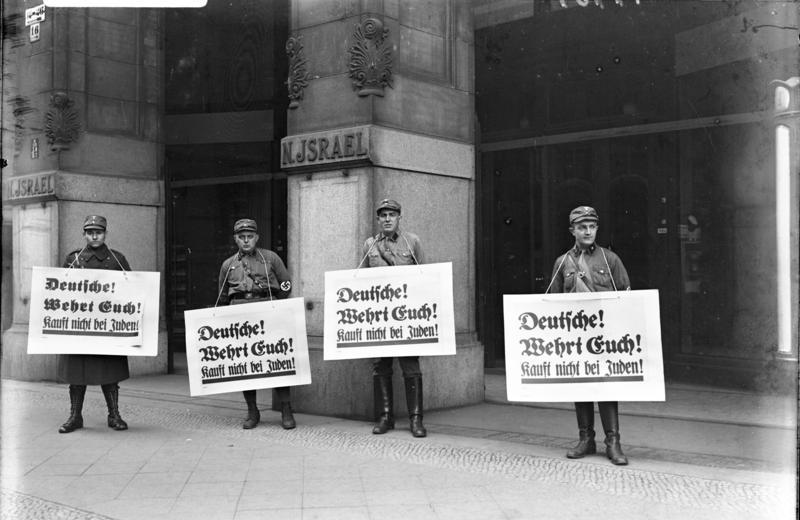
SA-Mitglieder vor dem Kaufhaus während des Judenboykotts am 1. April 1933

### NS-Diktatur
Der letzte Inhaber des Kaufhauses und direkter Nachfahre von Nathan Israel, Wilfrid Israel (1899–1943), wurde im Rahmen der Arisierung gezwungen, das Unternehmen zu veräußern. Es ging am 9. Februar 1939 an die Emil Koester AG, die dem bereits 1931 aus Deutschland ausgewanderten jüdischen Unternehmer Jakob Michael gehörte, was den NS-Behörden damals noch unbekannt war. Das Haus firmierte in der NS-Zeit unter dem Namen BG. Das Haus im Zentrum.
Wilfrid Israel emigrierte 1939 nach England. Am 1. Juni 1943 kam er auf dem Flug von Lissabon nach London ums Leben, als das Flugzeug durch einen Geschosstreffer der deutschen Wehrmacht abstürzte.

## Architektur

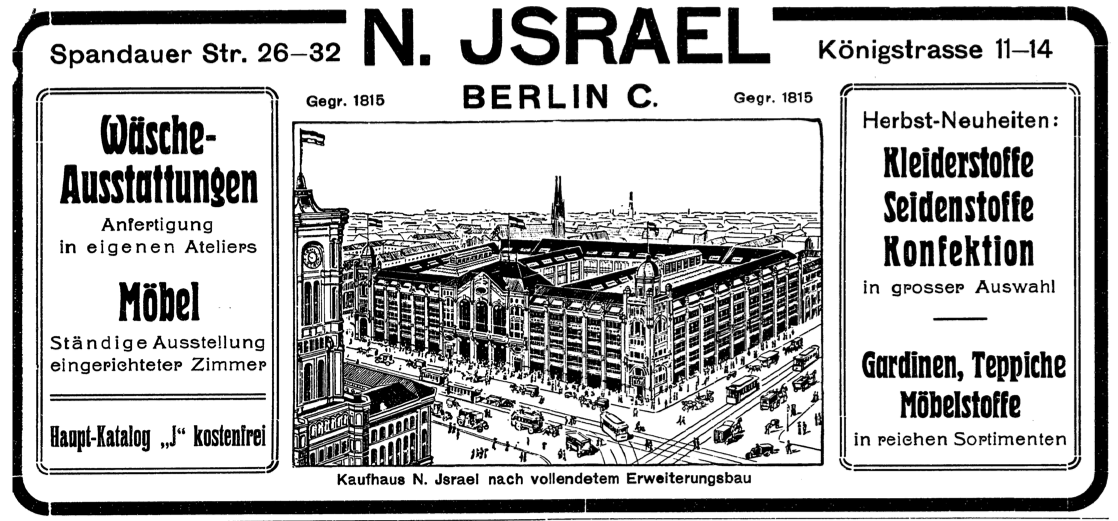
Anzeige in: Ost und West. Illustrierte Monatsschrift für das gesamte Judentum, Oktober 1912. Die Zeichnung aus der Vogelperspektive vermittelt einen Eindruck der Größe des Bauwerks

Das bis 1902 in der ersten Ausbaustufe fertiggestellte Kaufhausgebäude nahm damals eine Grundfläche von etwa 22.500 m² ein. 1927 ließ Berthold Israel eine Erweiterung nach Plänen des Berliner Architekten Heinrich Straumer ausführen. Das Kaufhausgebäude besaß nunmehr sechs Etagen, verfügte über eine Frontlänge von mehr als 230 Metern an der Spandauer und der Königstraße mit neobarocken, teilweise neoklassizistischen Fassaden mit viel Zierrat und Kunst am Bau. Beispielsweise gab es an einem Eingang an der Spandauer Straße eine kunstvoll gestaltete schmiedeeiserne Tür, ausgeführt von der Berliner Kunstschmiedewerkstatt Schulz & Holdefleiss.
Im Jahre 1943 zerstörten Bomben das Kaufhausgebäude fast vollständig. Die Ruine wurde in den 1950er Jahren abgetragen.

## Erinnerung

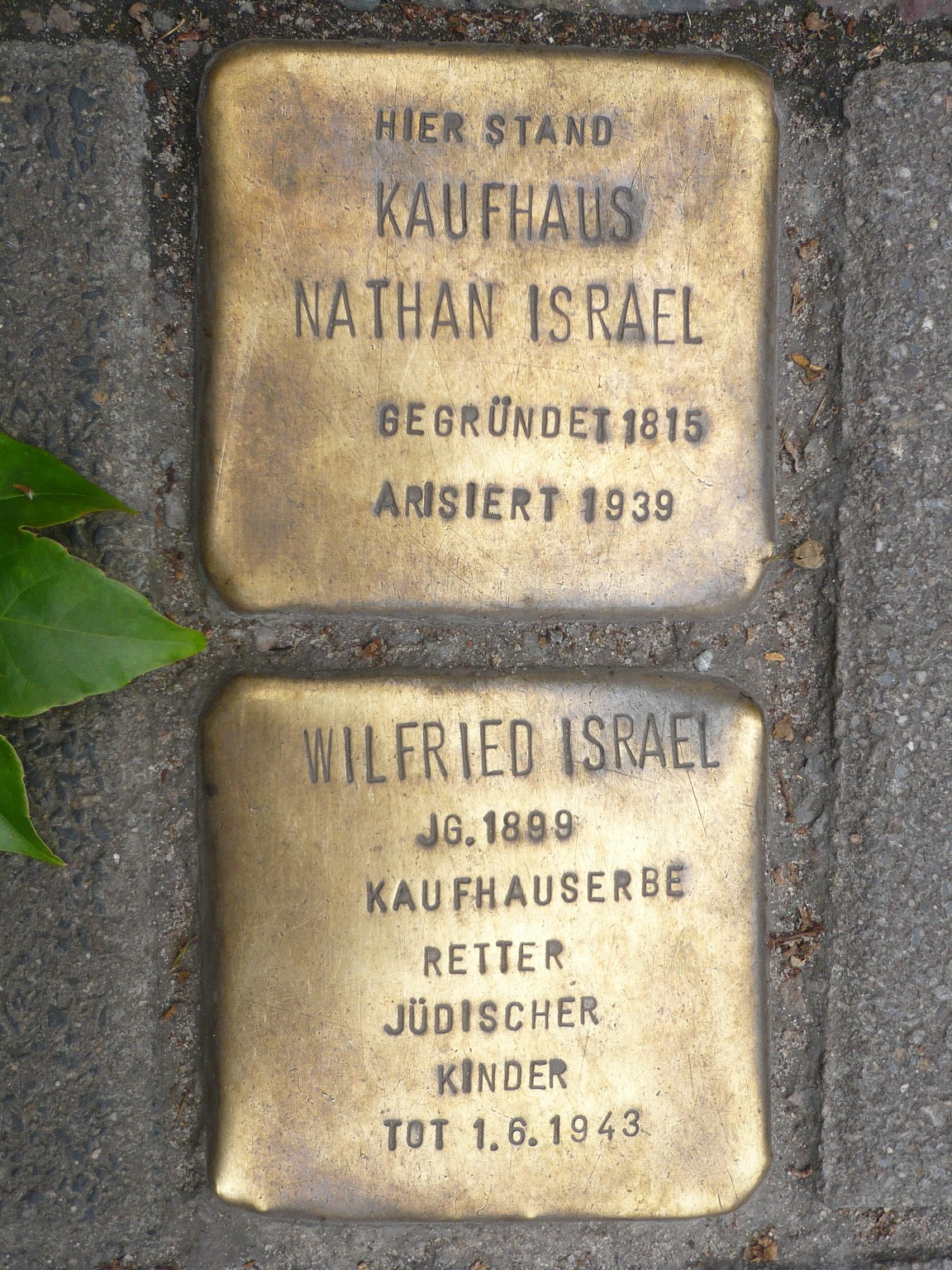
Stolpersteine des Künstlers Gunter Demnig

Heute erinnern zwei Stolpersteine des Künstlers Gunter Demnig auf dem Gehweg Spandauer Ecke Rathausstraße an das Kaufhaus Nathan Israel und den Kaufhauserben Wilfrid Israel.
Jacob Israel und sein Sohn Berthold Israel fanden mit ihren Familien – soweit nicht emigriert oder ermordet – auf dem Jüdischen Friedhof an der Schönhauser Allee in Berlin-Prenzlauer Berg ihre letzte Ruhestätte. Moritz Israel liegt auf dem Jüdischen Friedhof in Berlin-Weißensee begraben (Feld M, Erbbegräbnis 508).
Der Film Das lebenswichtige Bindeglied: Die Geschichte von Wilfrid Israel (englischer Originaltitel: The Essential Link: The Story of Wilfrid Israel) basiert auf der Biographie der Historikerin Naomi Shepherd und berichtet passagenweise auch über das Kaufhaus Israel.

## Veröffentlichungen

### Die „Album“-Jahrbücher
Die Kaufhauseigner betätigten sich zeitweise auch als Verleger.
Von 1900 bis 1914 gab das Kaufhaus unter dem Titel „Album“ aufwendig gestaltete und reich bebilderte Jahrbücher heraus. Im Mittelpunkt stand jeweils das im Jahrestitel genannte Leitthema, das durchweg von damals bekannten Autoren dargestellt wurde. Dazu kamen unter anderem ein Kulturteil, der in Rückschauen und Vorschauen vor allem auf die Berliner Theater und auf das Berliner Musikleben einging, Informationen über das Kaufhaus und ein Kalendarium.
- 1900: Hans Nikolaus Ernst von Bernstorff: Seine Königliche Hoheit Prinz Heinrich von Preußen in Ost-Asien, 1897–1900.
- 1901: Gustav Meinecke: Die Deutschen Kolonien. Ein Beitrag zur Geschichte und Völkerkunde der deutschen Überseeischen Besitzungen. Nach amtlichen Quellen bearbeitet. Nebst einem Anhang Ereignisse des Jahres 1900 in China.[9]
- 1902: Hermann Müller-Bohn: Unser Kaiserhaus.
- 1903: Georg Belitz, Franz Eitzenhardt: Deutschland zur See. Ein Rückblick auf die Entwicklung des Segel- und Rudersports sowie der Kriegs- und Handelsflotte.
- 1904: Conrad Alberti: Gross-Berlin.
- 1905: Eugen Zabel: Eine Weltreise. Kriegsschauplatz – Weltausstellung.
- 1906: Benno Jacobson, Else Ury: Das Theater.
- 1907: Alwin Pabst: Die Erziehung im XX. Jahrhundert.
- 1908: Siegfried Hartmann, Rudolf Kreuschner, Karl Bröckelmann: Unter und über der Erde.
- 1909: Theodor Kappstein: Führende Geister der Gegenwart.
- 1910: Thorwald Andersen und andere: Die Frau und ihre Welt.
- 1911: Von der Sänfte zum Aeroplan.
- 1912: Die Hygiene im Wandel der Zeiten.
- 1913: Peter Altenberg: Die Frau im Jahrhundert der Energie 1813–1913.
- 1914: Arbeit und Erholung.

### Weitere Veröffentlichungen
- Albert Baumgart: Jubiläums-Fest-Marsch. Herrn Franz Nowarra anläßlich des Gedenktages (1. April 1905) seiner 25-jährigen Tätigkeit i. Hause N. Israel Berlin in freundschaftlicher Wertschätzung gewidmet. 1905.
- Beste Deutsche Qualitätswaren. Versandhauskatalog, 1932.